# Фельчинг
Фе́льчинг (англ. Felching) — сексуальная практика, подразумевающая оральное высасывание спермы из влагалища либо ануса.
Такому акту, как правило, предшествует кримпай (англ. Creampie) — семяизвержение внутрь влагалища или ануса партнёра по окончании полового акта, эякуляция непосредственно во влагалище либо анус.
Фельчинг может заканчиваться поцелуем, во время которого реципиент передаёт сперму второму партнёру. Обычно после такого акта сперма проглатывается.

## В литературе
В романе Чака Паланика «Невидимки» родители главной героини спрашивают её:
— Ты знаешь, что такое римминг?
— А фистинг?
— А ты знаешь, что такое фельчинг?
И дают собственное определение последнему явлению, которое зачастую путают со словом флетчинг: флетчинг — это нарезанная тонкими кусочками индейка.
Также в фильме Джона Майкла МакДона «Голгофа» происходит следующая беседа двух священников:
— Странная особа… Такое говорит, словно тянет тебя за собой в трясину. Знаете, что такое «фельчинг»?
— Я знаю, что это, да.
— А я в словаре искал…